# Vicky Jenson
Victoria "Vicky" Jenson (Los Ángeles, 4 de març de 1960) és una directora de cinema estatunidenca. Ha treballat tant en pel·lícules d'animació com d'imatge real i ha dirigit algunes produccions per a DreamWorks Animation, com ara, Shrek, l'any 2000, pel·lícula que va guanyar un Oscar a la millor pel·lícula d'animació.
Jenson va debutar als estudis de Hanna-Barbera com a dibuixant de fons i també va realitzar guions il·lustrats per a la Disney TV i la Warner Bros. El 1992 assumeix la direcció artística de FernGully: The Last Rainforest. Després de treballar amb artistes com Ralph Bakshi o John Kricfalusi en el desenvolupament estilístic de la sèrie de televisió Mighty Mouse (1987) i Ren & Stimpy (1991), va col·laborar amb DreamWorks en La ruta cap a El Dorado (2000) —pel·lícula doblada al català. En 2001 amb Andrew Adamson realitza Shrek, el seu primer llargmetratge d'animació, amb el que obté un Oscar a la millor direcció en la categoria de pel·lícula d'animació. El 2004 dirigeix Shark Tale. Parlant d'aquesta pel·lícula Jenson va dir: «Shark Tale aconsegueix fer-nos riure i alhora parlar-li a nostre cor. Vaig pensar que seria divertit parodiar el gènere de gàngsters, ambientant la història en el fons de la mar».